# Carles Santamaria
Carles Santamaría Martínez es un periodista, guionista y gestor cultural, nacido en Barcelona en 1963.

## Biografía
Inició su carrera como periodista colaborando en Radio Cadena Española (1985) y Radio Manresa-Cadena SER (1986). Posteriormente fue colaborador de la sección de cultura del diario El País (1987-1990), pasando al diario El Observador donde fue delegado en Madrid, subdirector de información general y editor de su suplemento dominical Set Dies (1990-1993). Fue secretario general de FICOMIC y director del Salón Internacional del Cómic de Barcelona (1994-1996), además de director de la primera edición del Salón del Manga de Barcelona (1995). Trabajó luego como director editorial de Ediciones B, lanzándose bajo su dirección las revistas infantiles Top Disney (1996-1999), Minnie Disney (1996-1999), Mega Top (1999-2005) y Súper Mini (1999-2005). En 2001 asumió la dirección de marketing del diario Avui. Desde 2005, ha vuelto a encargarse de la secretaría general de FICOMIC y de la dirección del Salón Internacional del Cómic de Barcelona y del Salón del Manga de Barcelona. Es uno de los impulsores del Centro de las Artes del Cómic y la Ilustración, que se halla en construcción en Badalona.
Fue guionista del programa de TV3 titulado Cosi Cosa (1996), el primero en utilizar un presentador virtual en directo grabado. Es autor del guion Cohibas Connection (2001) con dibujos de Bartolomé Seguí, que retomaba las aventuras del detective privado Simon Feijoo. También es el guionista de las dos partes de Primavera Tricolor (2006-2007) dibujadas por Pepe Farruqo y de la adaptación al cómic de la novela Victus de Albert Sánchez Piñol con dibujos de Francesc F. Dalmases, una trilogía de álbumes cuyo primer volumen se ha publicado en 2016, el segundo en septiembre de 2017 y el tercero está previsto para la primavera de 2018. Ha sido comisario de las exposiciones del Salón Internacional del Cómic de Barcelona Los periodistas en el cómic (1989) y Los años ochenta en el cómic (1990). También fue comisario junto a Jaume Vidal de la exposición La Factoría de Humor Bruguera (2005), producida por el Centre de Cultura Contemporània de Barcelona (CCCB). En 2014 fue comisario de la instalación en las calles de Barcelona La Batalla Final, con dibujos y ilustraciones de Oriol Garcia Quera, auspiciada por el Ayuntamiento de Barcelona. En 2017 recibe el al Premio Nacional de Cultura de la Generalidad de Cataluña por su contribución como divulgador, creador y gestor cultural en favor del cómic. El 6 de octubre de 2017 cesa como director del Salón Internacional del Cómic de Barcelona y del Salón del Manga de Barcelona por motivos de salud debido a su enfermedad cardiaca.